# 1846 у літературі

## Події
- Оноре де Бальзак видав роман «Кузина Бетта».
- Почалася серіалізація роману Чарлза Дікенса «Домбі й син».

## Твори
- Твори Тараса Шевченка:
  - Лілея
  - Русалка

- «Чорна рада» — роман Пантелеймона Куліша

## Видання
- Осипом Бодянським вперше опублікована «Історія русів»
- у Петербурзі видано «Акты, относящиеся к истории Западной России, собранные и изданные Археографическою комиссиею»
- І. Головацьким укладено і видано літературно-фольклорно-науковий альманах «Вінок русинам на обжинки» (перша з двох книг)